# دیابلو ۳
دیابلو ۳ (به انگلیسی: Diablo III) یک بازی ویدئویی آنلاین به سبک نقش‌آفرینی اکشن با زمینه فانتزی تاریک/ترس و بقا و عنوان سومین قسمت از مجموعه بازی‌های دیابلو است که توسط شرکت بلیزارد انترتینمنت ساخته و در ۱۵ مه ۲۰۱۲ برای مایکروسافت ویندوز و مک‌اواس منتشر شده است. نسخه کنسولی این بازی نیز برای ایکس‌باکس ۳۶۰ و پلی‌استیشن ۳ در ۳ سپتامبر ۲۰۱۳، پلی‌استیشن ۴ و ایکس‌باکس وان در اوت ۲۰۱۴، و نینتندو سوئیچ در نوامبر ۲۰۱۸ عرضه شد.
داستان این بازی ۲۰ سال بعد از اتفاقات دیابلو ۲ در دنیای دیابلو شکل می‌گیرد.
بسته‌ای الحاقی تحت عنوان دیابلو ۳: دروگر ارواح در مارس ۲۰۱۴ برای رایانه‌های شخصی، و اوت همان سال به عنوان بخشی از نسخهٔ شیطان نهایی برای کنسول‌های بازی منتشر شد.

## رکوردشکنی در فروش
دیابلو ۳ توانست در ۲۴ ساعت ابتدایی عرضه، بیش از ۳٫۵ میلیون نسخه بفروشد و رکورد جدیدی را در زمینه سریع‌ترین فروش بازی بر روی کامپیوترهای شخصی، به ثبت برساند.

## بازتاب
| گردآورنده  | امتیاز |
| ---------- | ------ |
| گیم‌رنکینگز | ۸۷٫۶۴٪ |
| متاکریتیک  | ۸۸/۱۰۰ |

| ناشر                 | امتیاز |
| -------------------- | ------ |
| اج                   | ۹/۱۰   |
| یوروگیمر             | ۹/۱۰   |
| جی۴                  | ۴٫۵/۵  |
| گیم اینفورمر         | ۹/۱۰   |
| گیم‌اسپات             | ۸٫۵/۱۰ |
| گیم‌اسپای             | [ ۱۲ ] |
| گیمز ریدار+          | ۸/۱۰   |
| آی‌جی‌ان               | ۹٫۵/۱۰ |
| پی‌سی گیمر (بریتانیا) | ۹۰/۱۰۰ |